# Olint

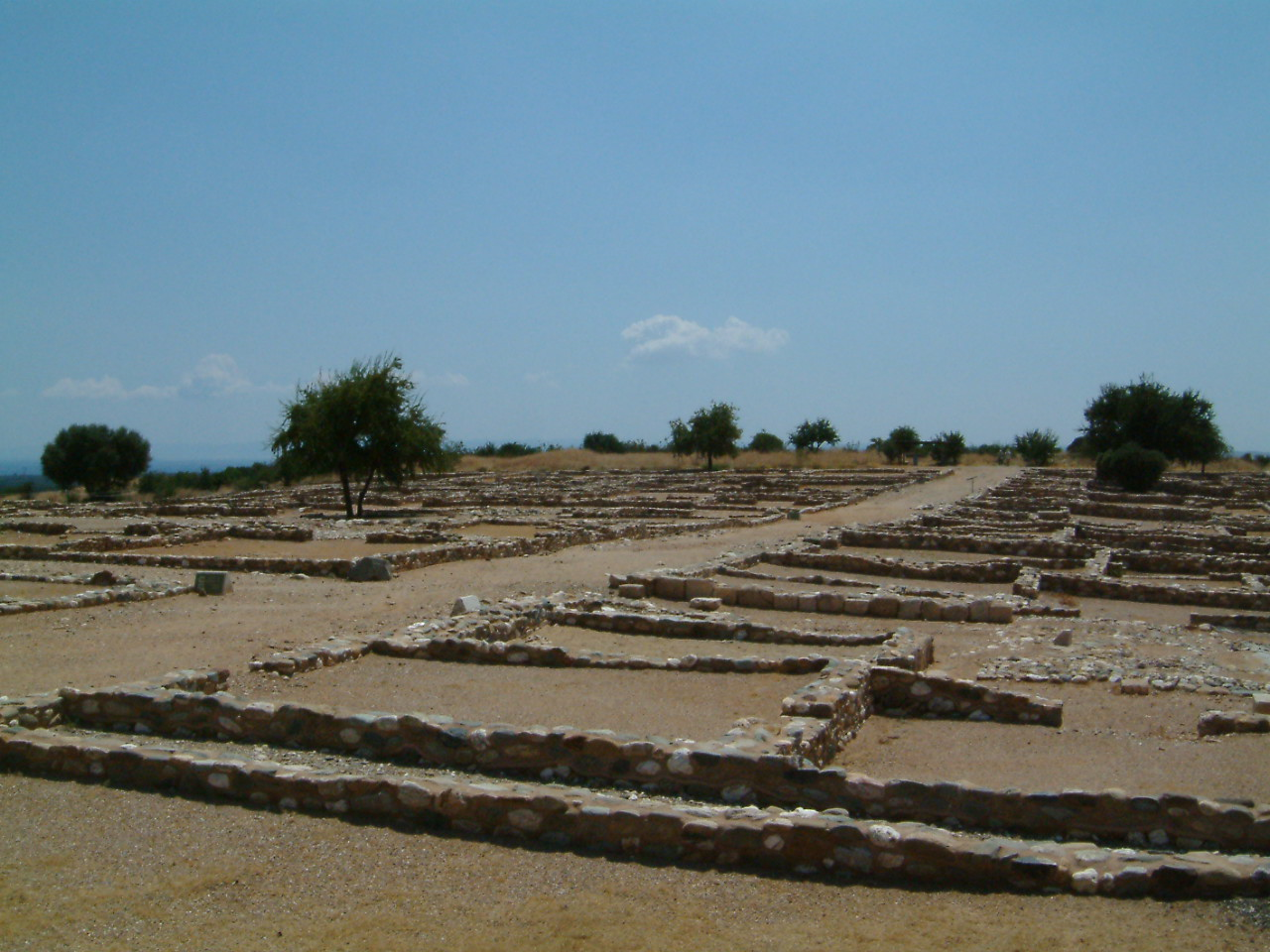
Pozostałości miasta, ukazujące zabudowę według planu szachownicowego

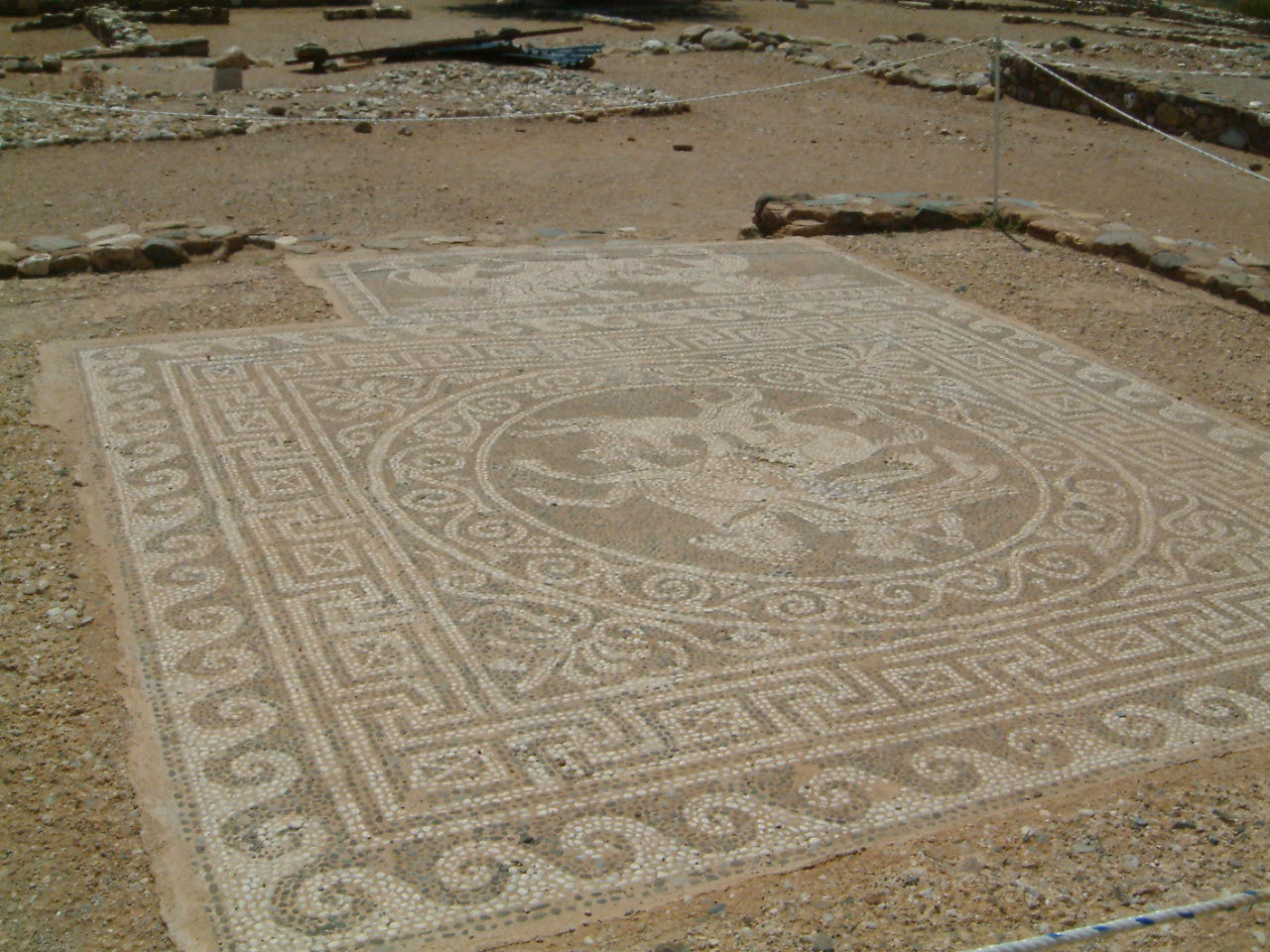
Mozaika z przedstawieniem Bellerofonta

Olint (stgr. Ὄλυνθος – trb. Olintos, łac. Olynthus) – starożytne miasto, najważniejsza kolonia grecka na Półwyspie Chalcydyckim, na wybrzeżu macedońskim.

## Historia
Początki miasta i pochodzenie jego nazwy toną w pomroce mitów. Są dwie wersje mitologiczne:
1. Nazwa pochodzi od imienia królewicza trackiego Olintosa, syna króla Styrmonasa, który zginął w czasie polowania na lwy. Jego brat Braggas dla uczczenia pamięci Olintosa założył miasto i nazwał jego imieniem.
2. Olintos był synem Heraklesa.

Poświadczone źródłowo w VII w. p.n.e. jako miasto trackiego plemienia Bottiajów. Miasto pozostawało we władaniu Bottiajów do 479 p.n.e., kiedy to zostało zniszczone przez perskiego generała na służbie króla Kserksesa I, Artabazosa. Mieszkańcy zostali wycięci w pień (ściślej rzecz ujmując – utopieni w pobliskich bagnach), a miasto zasiedlone ludnością z okolicznych miast greckich na Półwyspie Chalcydyckim i ok. 440-430 p.n.e. odbudowane. Przez długi czas przewodziło związkowi miast greckich na półwyspie. W 348 p.n.e. zostało oblężone i zdobyte przez Filipa II Macedońskiego. Rozkazał on zniszczyć miasto do fundamentów.

## Wykopaliska
W 1928 archeolodzy amerykańscy rozpoczęli tu prace badawcze, które prowadzili przez 10 lat. Dzięki temu, iż miasto po zniszczeniu przez Macedończyków nie było zamieszkane udało się w pewnej mierze zrekonstruować dokładny obraz miasta greckiego z IV w. p.n.e.
Miasto powstało na planie szachownicowym zgodnie z zasadami opracowanymi przez Hippodamosa z Miletu. Centralne duże arterie miasta, biegnące z północy na południe, krzyżowały się pod kątem prostym z węższymi ulicami, tworząc długie insule miejskie (86 na 35 metrów). Wzdłuż dłuższej osi insule były podzielone przejściem dla pieszych, chodnik ten zapewniał też wentylację i odwodnienie. W południowo-wschodniej części miasta znajdował się duży, prostokątny plac (agora). Wśród ruin odkryto monumentalnie obudowane źródło i pozostałości długiej budowli, prawdopodobnie stoy. Domy mieszkalne miały niemal jednakową wielkość, podobny standard i typowy plan – wejście było zwykle od strony południowej, w każdym z domów był pokój dzienny, kuchnia i mała łazienka, a pomieszczenia gospodarcze, sanitarne, mieszkalne i reprezentacyjne grupowały się wokół brukowanego, małego dziedzińca. W kilku domach było górne piętro, zajmujące powierzchnię przynajmniej części dolnej kondygnacji. Luksusowe wille we wschodniej partii miasta często miały podłogi zdobione dwubarwnymi mozaikami posadzkowymi (najstarszymi ze znanych współcześnie badaczom) z otoczaków rzecznych przedstawiające sceny mitologiczne. Największe mozaiki można obejrzeć w Willi Szczęśliwego Losu (ok. 400 p.n.e.).
Domy w Olincie stanowią rzadkie, a zarazem najlepsze przykłady greckiej architektury mieszkalnej z V-IV wieku p.n.e..